# Benalua
Benalua és un barri de la ciutat d'Alacant que limita amb Alipark, l'Eixample-Diputació i el Polígon del Baver. Té una població de 9.909 (2006) i els seus codis postals són 03007 i 03008.
Està articulat entorn d'una plaça, format per carrers rectes i paral·lels, ja que és un barri d'eixample. Va començar a edificar-se a principis del segle xx mitjançant una cooperativa, la dels Deu Amics, en què el major accionista era el marqués de Benalua, que va ser qui donà nom al barri. Gran part dels carrers van ser retolats amb els noms dels cooperativistes i en la plaça de Navarro Rodrigo tenen una placa commemorativa.
Actualment la majoria de les construccions inicials, que eren plantes baixes o edificis amb un pis d'altura, s'han substituït per construccions modernes, encara que en queden algunes de les inicials.
A Benalua hi ha els Jutjats de Primera Instància d'Alacant, la Direcció Territorial de la Conselleria de Cultura, Educació i Esport, l'escola pública Benalua, l'església de Sant Joan Baptista, una de les tres oficines locals del SERVEF i nombrosos comerços i entitats bancàries. Els dijous i els dissabtes se celebra un mercat als seus carrers.
La foguera de Benalua és l'única del barri, va ser fundada a 1928 i és la més premiada de totes, ja que ha guanyat 18 vegades el màxim guardó i ha aconseguit 4 Bellees del Foc i 15 Dames d'Honor.
José Carlos Aguilera va ser el promotor de la creació del barri.